# Rajčinoviće
Rajčinoviće (cyr. Рајчиновиће) – wieś w Serbii, w okręgu raskim, w mieście Novi Pazar. W 2011 roku liczyła 659 mieszkańców.